# 얼 C. 켄턴

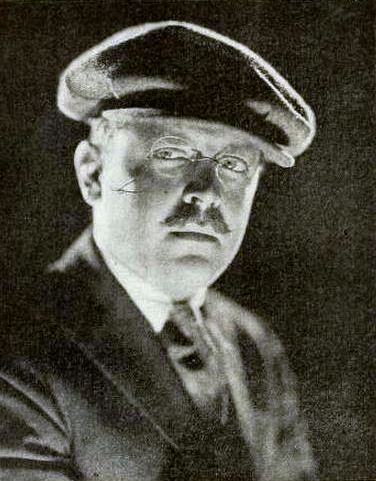

얼 C. 켄턴(Erle C. Kenton, 1896년 8월 1일 ~ 1980년 1월 28일)은 미국의 영화 감독, 배우, 각본가, 영화배우, 영화 프로듀서이다.
몬태나주에서 태어났으며 글렌데일에서 사망하였다. 사인은 파킨슨병이다. 포리스트 론 메모리얼 파크에 매장되었다.

## 영화
- 드라큐라의 집 (1945년)
- 프랑켄슈타인의 집 (1944년)
- 프랑켄슈타인의 유령 (1942년)
- 보물섬 소동 (1942년)
- 이스케이프 투 파라다이스 (1939년)
- 에브리씽스 온 아이스 (1939년)
- 닥터 모로의 DNA (1932년)
- 러버 컴 백 (1931년)